# United Airlines' flynummer 175
United Airlines' flynummer 175 var det andet fly, som blev kapret under terrorangrebet den 11. september 2001. Om morgenen den 11. september 2001 skulle flyet fra Boston mod Los Angeles International Airport og blev under flyvningen kapret af fem islamistiske al-Qaeda-terrorister, som styrtede det ind i det sydlige World Trade Center-tårn i New York.
Cirka 30 minutter efter take-off overtog flykaprerne kontrollen over cockpittet ved at overmande besætningen. Terroristen Marwan al-Shehhi havde i en periode før kapringen taget flere flyvetimer og blev udvalgt til at overtage kontrollen over flystyringen. Der blev foretaget flere forgæves forsøg på at kontakte flyets besætning efter meldingerne om flyets kapring. Flere passagerer og besætningsmedlemmer foretog telefonopkald fra flyet, hvorved de videregav oplysninger om flykaprerne og de skader, som var blevet påført passagererne og besætningen. Flight 175 fløj direkte ind i det sydlige World Trade centertårn og dræbte dermed alle de 65 ombordværende, herunder flykaprerne selv. I samme øjeblik som Flight 175 fløj ind i det sydlige tårn, blev det transmitteret på tv rundt i verden.
Flight 175 kolliderede med det sydlige tårn klokken 09:03, 18 minutter efter, at American Airlines' flynummer 11 havde ramt det nordlige. Flight 175 var den eneste kollision med tårnene, som blev transmitteret direkte på tv rundt i verden. Efter flyets kollision med sydtårnet brød det i brand, og 56 minutter senere styrtede tårnet sammen, hvilket resulterede i yderligere hundredvis af omkomne og tilskadekomne.
Sikkerhedskontrollen ved indenrigsflyvninger var meget slap, og fly fra USA's østkyst til vestkysten var fuldt optankede. Dette gjorde United 175 velegnet til terrorangrebet.

## Flykaprerne før angrebet
Holdet af flykaprere på Flight 175 blev ledet af Marwan al-Shehhi, som stammede fra de Forenede Arabiske Emirater. I dagene op til angrebene tog han flyvetræning i det sydlige Florida sammen med Flight 11-flykapreren og piloten, Mohamed Atta.
Kapringsholdet bestod af: Fayez Banihammad, Hamza al-Ghamdi, Ahmed al-Ghamdi og Mohand al-Shehri. I løbet af den 13. august 2001 blev der indkøbt materiale til kapringen; Marwan al-Shehhi købte to lommeknive fra en Sports Authority-butik i Boynton Beach i Florida, mens Fayez Banihammad købte en todelt kniv i en Wal-Mart. Hamza al-Ghamdi købte et multiværktøj.
I begyndelsen af september 2001 ankom gruppen af flykaprere til Boston fra Florida; Hamza al-Ghamdi og Ahmed al-Ghamdi ankom sammen den 7. september og boede på Charles Hotel i Cambridge, Massachusetts. Den efterfølgende dag flyttede de til hotellet Days Inn i Boston. Den 8. september ankom Fayez Banihammad og Mohand al-Sheri fra Florida til Boston, hvor de boede sammen på Milner Hotel. Marwan al-Shehhi ankom til Boston den 9. september og boede ligeledes på Milner Hotel, hvor han delte værelse med Mohamed Atta.
Flykaprerne:
- Marwan al-Shehhi, pilot.
- Fayez Banihammad, gorilla.
- Ahmed al-Ghamdi, gorilla.
- Hamza al-Ghamdi, gorilla.
- Mohand al-Shehri, gorilla.

## Flyet
Flight 175 var en Boeing 767-222 bygget i 1983 med registreringsnummer N612UA. Flyet havde en kapacitet på 168 passagerer. Den 11. september 2001 var der 56 passagerer og 9 besætningsmedlemmer om bord på flyet. De ni besætningsmedlemmer var kaptajnen Victor Saracini, andenpiloten Michael Horrocks, og kabinepersonalet Robert Fangman, Amy Jarret, Amy King, Kathryn Laborie, Alfred Marchand, Michael Tarrou, og Alicia Titus.

## Boarding
Da Hamza al-Ghamdi og Ahmed al-Ghamdi havde forladt deres hotel, tog de en taxa til Logan International Airport. Ahmed al-Ghamdi og Hamza al-Ghamdi ankom til lufthavnen klokken 06:20 sammen med Ahmed al-Ghamdi, hvor de tjekkede ind med to tasker. Flykaprerne havde antydet, at de ønskede at købe billetter, selvom de i forvejen havde papirbilletter. De havde også problemer med at besvare nogle standardsikkerhedsspørgsmål, og det endte med, at man måtte gentage spørgsmålene meget langsomt, indtil man fik de korrekte svar. Marwan al-Shehhi fik kontrolleret en enkelt taske klokken 06:45, og de øvrige tilbageværende flykaprere Fayez Banihammad og Mohand al-Shehri fik det klokken 06:53. De skulle, i modsætning til de andre flykaprere, ikke igennem en ekstra kontrol.
Marwan al-Shehhi og de andre flykaprere gik om bord på flyet i perioden fra klokken 07:23 til 07:28. Fayez Banihammad var den første om bord, og han sad på første klasses sæde 2A, mens Mohand al-Shehri sad på sæde 2B. Klokken 07:27 gik Marwan al-Shehhi og Ahmed al-Ghamdi om bord og satte sig på sæde 6C og 9D. Et minut senere blev Hamza al-Ghamdi visiteret, og han placerede sig på sæde 9C, da han gik om bord.
Flyet var planlagt til at afgå klokken 08:00, men dette blev i stedet rykket til klokken 07:58 fra Gate C19. Flyet lettede klokken 08:14 fra startbane 4R
Klokken 08:33 nåede flyet marchhøjden på 31.000 fod. Klokken 08:37 bad flyvelederne piloterne på Flight 175 om at holde øje med American Airlines Flight 11. Flyvelederen havde beordret Flight 175 til at vende om for at undgå et eventuelt sammenstød med Flight 11. Piloterne på Flight 175 havde fortalt, at de havde hørt en mistænkelig transmission fra Flight 11 efter take-off. Dette var den sidste transmission fra Flight 175 før dets kapring.

### Kapringen
Kapringen af Flight 175 indtraf fra klokken 08:42 til 08:46. Klokken 08:47 havde flyets transponder skiftet signal to gange inden for et minut, og flyet begyndte at afvige fra sin normale rute. Dette gjorde, at flyets flyveleder ikke havde lagt mærke til det før klokken 08:51.
Klokken 08:51 begyndte Flight 175 at ændre sin højde. I løbet af de næste tre minutter havde flyvelederen foretaget fem forgæves forsøg på at komme i kontakt med flyet. Eftersom flyvelederen ikke kunne komme i kontakt, begyndte han i stedet at arbejde på at få andre fly i nærheden til at holde skarpt øje med flyet..
Et par minutter senere begyndte Flight 175 at komme nærmere en Delta Air Lines Flight 2315. Angiveligt fløj Flight 175 ikke ret højt oppe, derfor havde flyveleder Dave Bottiglia forsøgt at få Delta-piloten til at foretage en undvigelsesmanøvre. Dave Bottiglia var den første person i kontrolcenteret, der indså, at Flight 175 var blev kapret. Da han gav ordre til flyet om at returnere til lufthavnen, reagerede det ikke.
Klokken 08:55 havde en vejleder på New York Air Traffic Control Center oplyst Flight 175's flyveleder, David Bottiglia, om, at flyet var blevet kapret. Klokken 08:58 var flyet på vej gennem New York.

### Opkald
Steward Robert Fangman samt de to passagerer Peter Hanson og Brian David Sweeney havde foretaget telefonopkald fra bagenden af Flight 175 ved hjælp af flyets telefoner. Nogle optegnelser påpeger, at passageren Garnet Bailey havde foretaget fire telefonopkald i forsøg på at komme i kontakt med sin hustru.
Steward Robert Fangman ringede til United Airlines' kontor i San Francisco klokken 08:52 og fik fat på Marc Policastro, som fik at vide, at flyet var blevet kapret. Fangman fortalte desuden, at kaprerne sandsynligvis havde taget kontrollen over flyet, og at begge flyenes piloter var blevet dræbt, samt at en stewardesse var blevet stukket med en kniv. Efter 1 minut og 15 sekunder, blev forbindelsen afbrudt. Marc Policastro havde efterfølgende forsøgt at kontakte flyets cockpit.
Brian David Sweeney havde forsøgt at ringe til sin hustru, Julie, klokken 08:58, og efterlod en besked, hvori han fortalte hende om kapringen af hans fly. Klokken 9:00 ringede han til sin mor; her oplyste han ligeledes hende om situationen om bord på flyet.
Klokken 08:52 ringede Peter Hanson til sin far, Lee Hanson i Easton, Connecticut, hvor han fortalte ham om kapringen; han sagde, at flykaprerne havde overtaget kontrollen i cockpittet, og at en stewardesse var blevet stukket med en kniv og eventuelt en anden person var blevet dræbt, samt at flyet fløj ujævnt. Han spurgte sin far. om han ville kontakte United Airlines – dog kunne hans far ikke komme igennem til kontoret, og i stedet kontaktede han politiet.
Peter Hansons familie sad oprindeligt på række 19 på hhv. sæde C, D og E, men da Peter Hanson ringede til sin far, var han placeret på sæde 30E. Peter Hanson var på dette tidspunkt ude at rejse med sin kone, Sue, og deres to-årige datter, Christine.
Peter Hanson ringede igen til sin far klokken 09:00, hvor han fortalte:
| Citat | Det er slemt far, en stewardesse er blevet stukket ned. Personerne så ud til at bære knive. De sagde, at de havde en bombe om bord. Der er ved at opstå en rigtig dårlig situation på flyet. Passagererne kaster op og bliver syge. Flyet rokker hele tiden fra side til side. Jeg tror ikke, at det er piloten, som der flyver flyet. Jeg tror, vi er på vej ned, jeg tror, at de flyver til Chicago eller et andet sted og sender flyet ind i en bygning. Tag det roligt far. Hvis det her sker, vil det ske hurtigt...Åh Gud... Åh Gud, åh Gud. | Citat |
|       | |       |

Inden opkaldet sluttede igen, kunne hans far høre en kvinde skrige.

### Kollisionen
Klokken 09:01, to minutter før styrtet, begyndte Flight 175 sin nedstigning i Lower Manhattan. New York Centre havde advaret et nærliggende flytrafikcenter om et lavtflyvende fartøj. Centeret kunne overvåge flyet, da det fløj over New Jersey og derefter ind over Staten Island og New York Harbor i de sidste øjeblikke.
Derefter fløj Flight 175 direkte ind i den sydlige facade af sydtårnet i World Trade Center klokken 9:03:06. Flyet havde omkring 10.000 liter brændstof om bord, da det ramte World Trade Center – det var blandt andet dette, som gjorde flyet velegnet til terrorangrebet. Om bord på flyet var 56 passagerer (herunder 5 flykaprere) og 9 besætningsmedlemmer – ingen af dem overlevede. Den yngste person på Flight 175 var den to-årige Christine Hanson. Den ældste person Dorothy DeAurajo var 80 år gammel. Hundredvis af personer blev dræbt i tårnet, både da flyet ramte og efterfølgende. Folk blev fanget inde i de øverste etager og havde problemer med vejrtrækningen grundet røgforgiftningen. Omkring 600 mennesker blev dræbt på stedet eller fanget i det sydlige tårn.
Der blev taget en del billeder og optaget videoer af flystyrtet. Styrtet blev også transmitteret fra flere udsigtspunkter på live-tv. Omkring 100 kameraer fangede Flight 175 på fotografier, før det fløj ind i tårnet. Videooptagelserne af flystyrtet blev gengivet adskillige gange i nyhedsudsendelser, både på dagen for angrebene og i de efterfølgende dage.

## Det sydlige tårns kollaps
I modsætning til det nordlige tårn var en af trappeopgangene stadig intakt efter kollisionen med Flight 175. Kun 18 personer kunne komme igennem på de tilgængelige trapper og forlod sydtårnet i sikkerhed, før det kollapsede. En af dem var Stanley Praimnath. Han var på 81. etage og så, da Flight 175 styrede direkte hen imod ham. En af flyets vinger endte på hans kontor. Nogle mennesker på området gik op på taget i håb om en eventuel redning ved hjælp af helikoptere. Dog var døren op til taget låst. Men det viste sig også, at det ikke kunne hjælpe, idet helikopterne ville have for svært ved at lande grundet den tykke røg og den intense varme. Sydtårnet brød sammen klokken 9:59:04 efter at have brændt i 56 minutter.

## Efterdønninger
Nogle vragdele fra flyet blev fundet i nærheden, herunder et landingstel, som blev fundet på toppen af en anden bygning. Flyets motor blev fundet på Church & Murray Street, og en del af flyets skrog landede på toppen af World Trade Center tårn 5.
Under oprydningsarbejdet blev legemsdele fra nogle af passagererne identificeret på Flight 175, herunder en knogle, som tilhørte Peter Hanson.. Derudover var der også små knoglerester fra passageren Lisa Frost. Rester fra de andre passagerer er aldrig blevet fundet.
Kort tid efter angrebet blev rutenummeret for fremtidige flyvninger på samme rute omdøbt fra Flight 175 til Flight 1525 af respekt for dem, som døde under angrebet. Siden da har United Airlines aflyst alle flyveruter fra Boston til Los Angeles, og ingen af morgenflyene afgår mere før klokken 8:00. i september 2007 blev dette fly omdøbt til Flight 163 og Flight 168, og man flyver nu med en Boeing 757-200.